# Regra de uma gota
A regra de uma gota (do inglês one-drop rule, em português regra de uma gota de sangue ou regra da gota única) é um princípio social e jurídico de classificação racial que foi historicamente proeminente nos Estados Unidos no século XX. A regra ditava que qualquer pessoa com um único ancestral de ascendência africana subsaariana seria considerada negra (negro ou de cor em termos históricos).
Este conceito tornou-se codificado na lei de alguns estados no início do século XX e era associado ao princípio da negritude invisível que se desenvolveu após a longa história de interação racial no Sul, assim como o endurecimento da escravidão como uma casta racial. É um exemplo de hipodescendência, a atribuição automática de crianças de uma união mista entre diferentes grupos socioeconômicos ou étnicos ao grupo de menor status, independentemente da proporção de ancestralidade em diferentes grupos.

## História

### Origens
A "regra de uma gota" foi um conceito que existiu apenas em colônias britânicas nas Américas. Nas outras regiões das Américas colonizadas por portugueses, espanhóis e franceses, os mestiços não eram vistos como negros, e diversas denominações foram criadas para classificar as pessoas oriundas de miscigenações entre índios, europeus e/ou africanos. Mesmo em regiões dos atuais Estados Unidos, esse conceito não existia, sendo a mais óbvia delas o sul da Louisiana, incluindo Nova Orleans, pois ali predominou a colonização francesa, ou a enorme parte do sudoeste dos Estados Unidos, que foi dominado culturalmente por um longo período de colonização espanhola. Porém, nas regiões continentais da América do Norte dominadas pelos ingleses, esse conceito vigorou.
Um aspecto importante é que, na América do Norte, os colonos britânicos rapidamente tornaram-se mais numerosos que os índios e negros, diferentemente das regiões colonizadas pelos outros europeus, onde os brancos eram minoria. Onde os brancos eram mais numerosos que os negros, o sexo interracial não era uma prática social amplamente aceita; onde os negros superavam os brancos, como na Carolina do Sul, essa miscigenação era mais aberta. Essa diferença demográfica pode ter influenciado as variações nas classificações raciais, mesmo nas colônias britânicas. Por exemplo, a "regra de uma gota" também existia socialmente na colônia britânica de Barbados, onde os brancos eram numerosos, mas não existia na Jamaica, também colônia britânica, mas onde havia muito menos brancos, sendo que na Jamaica os mestiços eram reconhecidos como um grupo separado dos negros.
Outro aspecto é que, nas colônias britânicas, especialmente nos Estados Unidos, havia maior equilíbrio entre o número de homens e mulheres britânicos, o que facilitava a formação de famílias e limitava a miscigenação, ao passo que, nas colônias ibéricas, a maioria dos colonos portugueses e espanhóis eram homens, o que os empurrou para um amplo processo de mestiçagem tanto com as índias nativas como com escravas africanas. Nos Estados Unidos coloniais, houve miscigenação entre brancos e negros desde as primeiras décadas de colonização, mas foi muito menos intensa do que ocorria nas colônias espanholas e portuguesas.

### Razões da existência
Existem diferentes explicações para a origem da regra de uma gota. Christine B. Hickman aponta uma razão econômica: ao manter os mulatos no lado negro da cor, os homens brancos que tinham filhos com mulheres negras ficavam isentos de qualquer responsabilidade de sustentar seus descendentes. Assim, a "regra de uma gota" proporcionava uma vantagem econômica tanto para o pai branco, que ficava livre da responsabilidade parental (pois o filho não pertencia a seu grupo), quanto para quem fosse o proprietário da mãe (que ganhava mais um jovem escravo). Esse último fator talvez tenha acrescentado outro incentivo perverso ao abuso sexual de mulheres escravas.
Outras fontes apontam para a ideologia racista da "regra de uma gota", que enxergava a introdução de "sangue negro" como uma contaminação da linhagem; assim, qualquer pessoa com alguma ancestralidade africana, mesmo que bastante remota e invisível na aparência, não poderia ser considerada branca, pois seu sangue estava "contaminado". Portanto, o objetivo principal da regra era garantir uma suposta "pureza racial" dos brancos americanos, proibindo o contato sexual entre os brancos, supostamente "puros", e qualquer pessoa que não fosse "pura", ou seja, que não tivesse ascendência exclusivamente europeia.
James F. David argumenta que a "regra de uma gota" tem suas origens nas crenças racistas relacionadas aos esforços para evitar a miscigenação racial. Especificamente, relaciona-se à ideia de que a superioridade racial dos brancos seria biologicamente e culturalmente diminuída pelo contato com "raças inferiores" e os filhos de tais uniões inadequados para serem admitidos pela sociedade branca.
Uma outra explicação é que a "regra de uma gota" procurava evitar a proliferação de outras categorias raciais que fossem além de "branco" ou "negro". A existência de categorias raciais intermediárias causava grande dificuldade durante a era da segregação forçada pelo governo, uma vez que o status racial definia o direito de comer em um restaurante, sentar em um ônibus ou frequentar a escola. Assim, a "regra de uma gota" objetivava reduzir a confusão e eliminar a possibilidade de mestiços de pele clara se "passarem" por brancos, ao categorizar qualquer pessoa com uma gota de ancestralidade africana como uma "pessoa negra".

### Codificação
Antes da codificação generalizada da "regra de uma gota" nas décadas de 1910 e 1920, a linha de cor era formalmente demarcada por meio de uma colcha de retalhos de estatutos e regras do direito comum que datam do século XVII. As leis que regulavam o casamento interracial e a conduta das pessoas livres de cor definiam a negritude como um grau genealógico – dependendo do estado, qualquer pessoa com pelo menos 1/4, 1/8 ou 1/16 de sangue negro era negra de acordo com a lei.
Por volta de 1910, a segregação racial (Jim Crow) estava totalmente em vigor e os estados assumiram o papel de definir quem estava sujeito a essas restrições. Um por um, os estados do sul aprovaram uma legislação que impunha a hipodescendência como requisito nominal; a Virgínia foi o último estado a adotar essa legislação, em 1930. Coincidentemente, o censo americano retirou a categoria "mulato" como uma opção, após o censo de 1920. Não havia mais meio termo, nenhum status "mestiço" era autorizado pela lei de 1924. Curiosamente, estabeleceu-se uma exceção para a ascendência indígena, para abarcar as família ricas da Virgínia que afirmavam descender de Pocahontas: definiu-se que eram "brancos" aqueles que tivessem 1/16 de sangue indígena ou menos, mas qualquer gota de sangue negro impedia o status de ser branco.
Durante grande parte do século XX, a "regra de uma gota" passou a ser adotada tanto pelos brancos quanto pelos negros como referência fundamental para determinar quem era ou não afro-americano, tanto normativamente como por lei.

### Eficácia
Ao contrário do que muitos sugeriram, a "regra de uma gota" não transformou todas as pessoas mestiças em negras, pois descendentes de africanos foram assimilados pelas comunidades brancas do sul dos Estados Unidos. Muitas vezes, tornar-se branco não exigia enganar as pessoas como normalmente é associado ao "passing" racial; os brancos sabiam que certas pessoas eram "diferentes" mas, mesmo assim, deixavam que cruzassem a linha de cor. Isso não quer dizer que essas comunidades eram ilhas de tolerância racial, mas certa mobilidade racial era aceitável. Durante a aplicabilidade da "regra de uma gota", foram poucos os casos de pessoas que viviam há gerações como brancas que foram reclassificadas como negras, e tribunais e comunidades tornaram cada vez mais difícil reclassificar como "negras" pessoas que tinham vivido toda sua vida como "brancas".

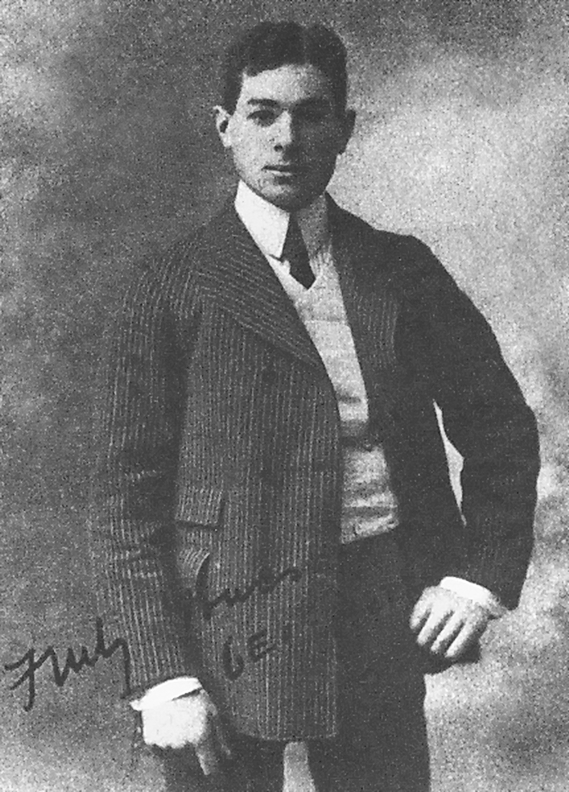
O cartunista George Herriman nasceu mulato, mas escondeu esse fato e inventou que era de origem grega para ter oportunidade profissional. É um exemplo de "passing".

Como qualquer norma jurídica, a "regra de uma gota" foi desafiada e burlada pelas pessoas, e a forma mais comum era por meio do "passing" (passando). Mestiços de pele mais clara e traços mais brancos migravam para outras cidades onde não eram conhecidos e assumiam uma nova identidade, passando a viver como "brancos". Quase sempre, essa mudança exigia o rompimento de laços familiares e colocava essas pessoas sob o perigo constante de serem desmascaradas e denunciadas. O estado da Virgínia estabelecia pena de um ano de prisão para quem mentisse sobre raça em documentos, porém era o risco que se corria para tentar escapar das limitações impostas a quem era considerado "negro".
Em White Like Her, a escritora Gail Lukasik conta a história da sua mãe, Alvera Frederic, nascida em Nova Orleães. Alvera era mestiça de negros e brancos, mas clara o suficiente para se "passar" por branca, e foi o que ela fez na década de 1940, quando mudou-se para Ohio e casou-se com um homem branco que expressava opiniões racistas. Gail Lukasik só foi descobrir que sua mãe foi classificada como "negra" no censo de 1940 quando já era adulta, ao fazer uma pesquisa genealógica. Lukasik disse que nunca percebeu que sua mãe não era "branca", mas que havia "pistas": a mãe evitava ficar exposta ao sol, não mostrava fotos de familiares e passava maquiagem no rosto até para dormir.
Outro caso notório de "passing" foi do cartunista George Herriman: nascido mulato em Nova Orleães em 1880, mudou-se para Los Angeles, onde inventou que era descendente de gregos para justificar a sua aparência e conseguiu "passar" a vida inteira como "branco".

#### Critérios de aplicabilidade jurídica
Para garantir a aplicabilidade da "regra de uma gota", os tribunais americanos adotavam três critérios: fração de sangue, aparência física e associação. Esses critérios buscavam definir quem era negro ou não, uma vez que havia um conjunto de leis que eram aplicadas de acordo com a raça da pessoa.

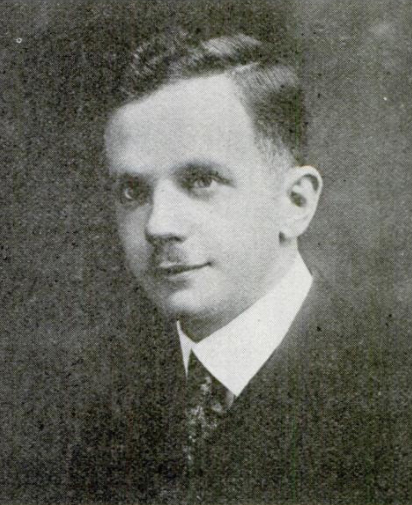
O ativista Walter Francis White era loiro de olhos azuis, mas era considerado um "homem de cor", pois cinco dos seus 32 tetravós eram negros (27 eram brancos).

O critério da fração de sangue tentava dar um pretenso aspecto de objetividade e de imparcialidade à regra, pois estabelecia um critério matemático e genealógico (1/8 de sangue negro, por exemplo) para definir quem era negro ou não, independentemente da aparência física. Exemplo jurídico desse critério ocorreu no caso State x Whitmel Dempsey, em que um homem estava sendo julgado por portar armas, o que era proibido aos negros da Carolina do Sul. Dempsey tinha "aparência europeia" e apenas um dos seus 16 trisavós teria alguma origem negra, mas ele foi julgado como negro mesmo assim e classificado pelo promotor como "um homem negro de aparência branca".
O segundo critério, da aparência física, mais subjetivo, tentava encontrar traços físicos africanos nas pessoas. No caso Flores x State, o tribunal avaliou se o cabelo da pessoa era crespo ou não. Em Daniel x Guy, o juiz decidiu que era possível achar evidência de ascendência africana pelo formato do pé da pessoa. Em Rhinelander x Rinhelander, um advogado instruiu a cliente a tirar as roupas, de modo que o júri, composto por homens, pudesse inspecionar a cor dos seus mamilos. Em Estate of Monks, uma manicure testemunhou que "as palmas das mãos e as unhas dela evidenciavam o sangue negro nela".
O terceiro critério, da associação, buscava avaliar a vida social da pessoa, analisando se ela andava mais na companhia de pessoas negras ou brancas (se andasse mais com brancos, fortalecia a tese de que a pessoa era branca e vice-versa). Esse critério era normalmente aplicado em conjunto com os outros dois.

## A regra na atualidade

### Aplicabilidade contemporânea
Desde a década de 1980 que a regra de uma gota não tem mais aplicabilidade jurídica nos Estados Unidos. O último caso ocorreu com Susie Guillory Phipps, que foi à sua cidade natal, no interior da Luisiana, tirar uma cópia da certidão de nascimento para obter o passaporte. Ao ler a certidão, Phipps descobriu que tinha sido classificada como negra quando criança, muito embora tenha vivido toda sua vida como uma mulher branca. Phipps processou o estado da Luisiana para mudar sua raça de negra para branca na certidão, mas o tribunal aplicou a regra de uma gota e negou o pedido, pois a tataravó de Phipps era negra. Depois desse caso, a regra nunca mais foi usada nos tribunais dos Estados Unidos.
O censo americano também modernizou-se e passou a aceitar que os americanos possam se classificar racialmente da maneira que bem entenderem. Desde o ano 2000, por exemplo, os americanos podem escolher mais de uma "raça" com o qual se identificam ao responderem o censo, e o número de americanos que se identificam como "mestiços" tem crescido exponencialmente.
Segundo o sociólogo Reginald Daniel da Universidade da Califórnia em Santa Bárbara, os Estados Unidos têm abandonado a rígida estratificação de "brancos" e "negros" e estão cada vez mais parecidos com o Brasil em seu modelo de classificação racial: "Com a imigração latina e o crescimento de casamentos inter-raciais, cada vez mais americanos se veem como multirraciais", explicou ele.
Os termos mais usados pelos americanos que se veem como miscigenados são "mixed-race" (mestiço), "biracial" (birracial) ou "multiracial" (multirracial). Muito embora tenha crescido a proporção de pessoas que se identificam como mestiças no país, muitas vezes essa identidade não é respeitada por padrões impostos pela sociedade americana. Exemplo disso é o jogador de golfe Tiger Woods, que foi constantemente referido pela mídia americana como “a Grande Esperança Negra”, “o primeiro negro a ganhar o U.S. Amateur” e “um jovem de 19 anos que por acaso é negro”. Woods, que é descendente de tailandeses, chineses, índios, holandeses e africanos, nunca se identificou como negro e lutou contra essa designação com objeções públicas, identificando-se como “asiático” em seu formulário do censo e inventando seu próprio termo — "cablinasiano" (para caucasiano, negro, índio e asiático).
Em uma pesquisa de 2006, após ser dito que o pai de Obama era negro e a mãe branca, foi perguntado a afro-americanos, brancos e hispânicos sobre em qual raça eles julgavam que o então Senador Barack Obama se encaixava. 66% dos afro-americanos disseram que Obama é negro, enquanto que apenas 9% dos hispânicos e 8% dos brancos deram a mesma resposta. 61% dos hispânicos e 55% dos brancos disseram que Obama é "birracial". Isso mostra que, nos Estados Unidos, brancos e hispânicos aceitam mais facilmente uma identidade mestiça do que os afro-americanos.

#### Dados do censo
Os dados do censo dos Estados Unidos mostram que a sociedade americana atual rejeita a regra de uma gota. Segundo o censo de 2000, 53,1% das crianças nascidas de um pai negro e outro branco foram classificadas como "a combinação de negro e branco", e somente 25% foram classificadas como negras, 11% como brancas e 9% como outra. O fato de apenas 25% das crianças nascidas de casais formados por negros e brancos terem sido classificadas pelos seus pais como negras sugere um declínio da regra de uma gota na mentalidade racial norte-americana.

### Aceitação na comunidade afro-americana

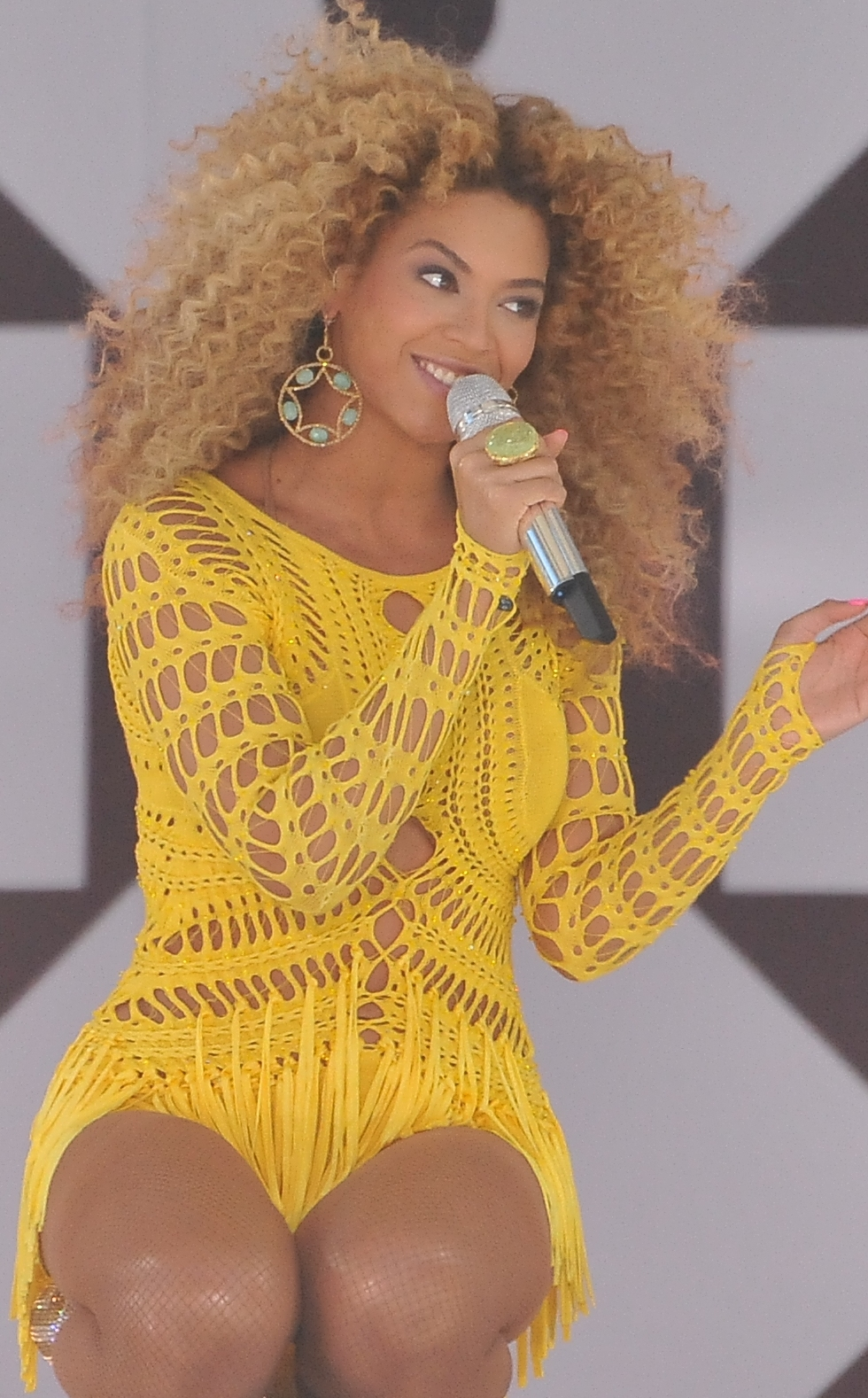
A cantora Beyonce é descendente de africanos e franceses. O pai de Beyonce disse acreditar que a cor clara dela ajudou na sua carreira.

Desde a imposição da "regra de uma gota" que a comunidade afro-americana passou a abarcar pessoas de diferentes tonalidades de pele e traços físicos, desde pessoas com traços mais africanos até pessoas com traços mais miscigenados. Alguns argumentam que essa diversidade é positiva e fortalece a comunidade afro-americana, pois abarcaria todos os não brancos com alguma ancestralidade africana, fortalecendo a união entre os "excluídos". Porém, dentro da comunidade afro-americana, há quem se oponha à "regra de uma gota", pois argumentam que a vivência dos afro-americanos de pele mais escura é diferente dos que têm a pele mais clara e traços miscigenados, e que colocar todos sob a mesma categoria não faz sentido. Argumentam, por exemplo, que a mídia norte-americana é dominada por afro-americanos de pele mais clara, enquanto que os negros com traços mais africanos têm pouca visibilidade.

Um estudo analítico do censo americano mostrou que os americanos que se identificaram como uma mistura de negros e brancos vivem menos segregados do que aqueles que se identificaram somente como negros. Outro estudo, de 2006, mostrou que afro-americanos de pele mais clara recebem salários maiores que afro-americanos de pele mais escura. Essa pesquisa contradiz a teoria de que, devido à "regra de uma gota" nos Estados Unidos, o preconceito é baseada na ancestralidade, e não na aparência física das pessoas.

## Genética

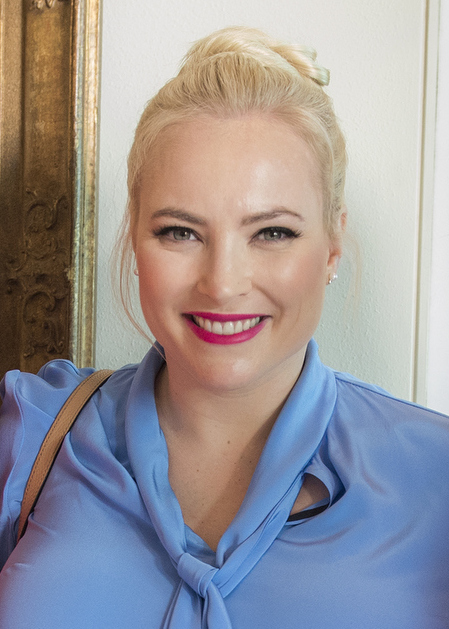
A apresentadora americana Meghan McCain descobriu ter 1% de ancestralidade africana (do Senegal), segundo um estudo genético Assim como ela, milhões de americanos brancos apresentam uma percentagem pequena de ancestralidade africana.

As leis anti-miscigenação e a "regra de uma gota" tiveram impacto na composição genética da população norte-americana. Geneticistas acreditam que praticamente todos os afro-americanos têm sangue branco. O professor da Universidade de Harvard, Henry Louis Gates Jr., selecionou dados de cinco locais de testes de DNA e descobriu que o afro-americano médio tinha entre 19% e 29% de ancestralidade branca. Embora alguns indivíduos tenham apresentado 95% de ascendência africana, nenhum dos indivíduos afro-americanos testados pelos cinco grupos de ancestrais não tinha sangue europeu, o que evidencia a absorção da população mestiça na comunidade afro-americana.
Já entre os americanos brancos, a ancestralidade africana é bem menos significativa do que a europeia encontrada entre os afro-americanos, porém não é estatisticamente insignificante. Segundo um estudo genético de 2015, conduzido pela empresa genômica 23andMe, somente 3,5% dos americanos brancos têm 1% ou mais de ancestralidade africana, porém nos estados da Luisiana e da Carolina do Sul, esses brancos com ancestralidade africana chegam a 12%, justamente onde a segregação racial mais vigorou. Isso mostra que, nos estados do Sul, a "regra de uma gota" não conseguiu impedir completamente que pessoas com alguma ascendência africana fossem absorvidas pela população branca, como pesquisas históricas já comprovavam. A maioria desses brancos não sabe que tem algum ancestral de origem africana.
De acordo com o estudo genético, praticamente todos os norte-americanos que têm até 15% de ancestralidade africana identificam-se como brancos e a maioria dos que têm até 28% continua a identificar-se como branca. A partir dos 28%, a maioria passa identificar-se como negra e acima dos 50%, praticamente todos identificam-se como negros. Esse estudo mostra que, nos Estados Unidos, existe uma forte pressão social para que as pessoas se identifiquem como "negras", mesmo tendo uma genética predominantemente europeia. Porém, o estudo também derruba o mito de que basta ter "uma gota" de ancestralidade africana para que as pessoas sejam consideradas negras nos Estados Unidos, uma vez que a maioria dos americanos com até 28% de ancestralidade africana identificam-se como brancos.

## Bibliografa
- Demétrio Magnoli (1 de outubro de 2015). Uma Gota de Sangue: história do pensamento racial. [S.l.]: Editora Contexto. ISBN 978-85-7244-583-2